# Nevil Dede
Nevil Thanas Dede (Tirana, 10 gennaio 1975) è un allenatore di calcio ed ex calciatore albanese, di ruolo difensore.

## Carriera

### Nazionale
Vanta 31 presenze con la maglia della nazionale albanese, nella quale vi ha giocato dal 1995 fino al 2007.

## Palmarès

### Giocatore

#### Club

##### Competizioni nazionali
- Campionato albanese: 9

KF Tirana: 1994-1995, 1995-1996, 1996-1997, 1998-1999, 1999-2000, 2002-2003, 2003-2004, 2006-2007
Elbasani: 2005-2006
- Coppa d'Albania: 5

KF Tirana: 1993-1994, 1995-1996, 1998-1999, 2000-2001, 2001-2002
- Supercoppa d'Albania: 7

KF Tirana: 1994, 1995, 1997, 2000, 2002, 2003, 2006

#### Individuale
- Calciatore albanese dell'anno: 1

2006

### Allenatore

#### Competizioni nazionali
- Kategoria e Parë: 1

Elbasani: 2023-2024